# عادل نصيف (فنان)
عادل نصيف (20 أكتوبر 1962 - 19 مارس 2021) هو رسام تشكيلي مصري، متخصص في الفن القبطي. اشتهر نصيف ببعض الأعمال المعروضة على الجدار الخارجي لكنيسة قبطية في باريس وبعض الأعمال في متحف الفن الحديث بالقاهرة وفي الكنائس القبطية في دمنهور والإسكندرية. قام نصيف برسم الرسوم التوضيحية في كتاب عيد الميلاد الأول لأستاير ماكدونالد First Christmas by Alastair Macdonald.

## حياته
حصل نصيف على درجة بكالوريوس الفنون الجميلة كلية الآداب جامعة الإسكندرية قسم التصوير بتقدير عام جيد جدا مع مرتبة الشرف عام 1985. ثم قام بدراسات متخصصة في الفن القبطي والأيقونات في معهد الدراسات القبطية بالقاهرة.
توفي ناصيف في 19 مارس 2021 عن عمر يناهز 58 عامًا، بعد إصابته بـ COVID-19 .